# Falsus procurator
Falsus procurator (łac. rzekomy pełnomocnik) – osoba, która działa bez umocowania lub przekracza jego zakres. Instytucji tej nie należy mylić z pojęciem osoby negotiorum gestor, które oznacza podmiot działający na czyjąś korzyść bez zlecenia. 
Działanie bez umocowania oznacza, że pełnomocnictwo w ogóle nie zostało udzielone albo czynność prawna obejmująca udzielenie pełnomocnictwa jest dotknięta bezwzględną nieważnością i nie pociąga skutków dla reprezentowanego. Przekroczenie zakresu umocowania polega na jakimkolwiek naruszeniu granic umocowania określonych przez mocodawcę w treści pełnomocnictwa bądź w treści stosunku stanowiącego podstawę pełnomocnictwa. 

## Prawo polskie
Od braku skutków dla umocowanego polski kodeks cywilny przewiduje kilka wyjątków.
- Pierwsze z nich dotyczą interesu reprezentowanego. Umowa zawarta przez rzekomego pełnomocnika może zostać potwierdzona, na co reprezentowany ma określony termin. W przeciwnym wypadku umowa nie wywoła żadnych skutków prawnych zgodnie z ogólną regułą. Możliwość potwierdzenia również dotyczy jednostronnych czynności prawnych w sytuacji, gdy ten, któremu złożono oświadczenie woli w cudzym imieniu wiedział, że pełnomocnik rzekomy nie ma umocowania i mimo to zgodził się na jego działanie. Ponadto rzekomy pełnomocnik musi zwrócić to, co otrzymał od drugiej strony w wykonaniu umowy oraz do naprawienia szkody, którą druga strona poniosła przez to, że zawarła umowę nie wiedząc o braku umocowania lub przekroczenia jego zakresu (art. 103 § 3 KC).
- W drugiej kwestii wyjątek od zasady wiąże się z interesem osób dokonujących w dobrej wierze czynności prawnych z rzekomym pełnomocnikiem. Czynność prawna dokonana przez rzekomego pełnomocnika po wygaśnięciu jego umocowania jest ważna, chyba że dokonywający czynności prawnej wiedział lub mógł się dowiedzieć o wygaśnięciu umocowania (art. 105 KC). Reprezentowany może się przed tym chronić, ponieważ przysługuje mu roszczenie o zwrot dokumentu pełnomocnictwa po wygaśnięciu umocowania (art. 102 KC). Może także przeciwko pełnomocnikowi rzekomemu wnieść roszczenie odszkodowawcze.